# Dmitri Wassiljewitsch Schirkow

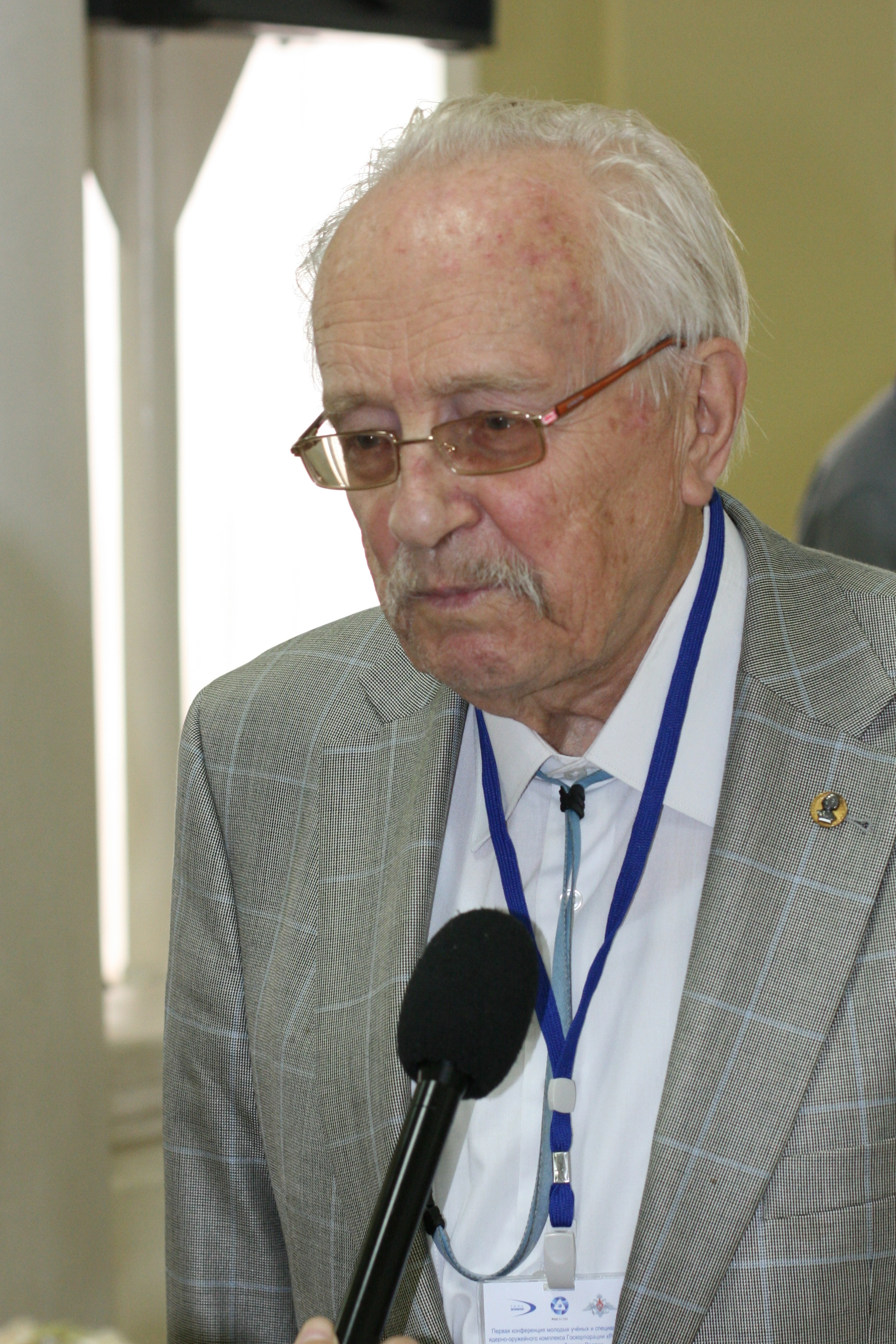
Dmitri Wassiljewitsch Schirkow (2013)

Dmitri Wassiljewitsch Schirkow (russisch Дми́трий Васи́льевич Ширко́в, englische Transkription Dmitry Shirkov; * 3. März 1928 in Moskau; † 23. Januar 2016 in Dubna) war ein russischer theoretischer Physiker.

## Leben
Dmitri Schirkow studierte Physik an der Lomonossow-Universität mit dem Abschluss 1949. 1954 wurde er promoviert über Neutronendiffusion und 1958 habilitierte er sich (russischer Doktortitel) über Renormierungsgruppenmethoden in der Quantenfeldtheorie. Ab 1942 war er am Steklow-Institut und 1960 bis 1969 am Mathematischen Instituts der Sibirischen Abteilung der Sowjetischen Akademie der Wissenschaften an der Universität in Nowosibirsk, wo er das Institut für Theoretische Physik leitete. Ab 1969 war er am JINR in Dubna und gleichzeitig ab 1972 Professor an der Lomonossow-Universität zunächst in der Abteilung Quantenstatistik und Feldtheorie und ab 1992 in der Abteilung Hochenergiephysik. 1993 bis 1997 leitete er das Labor für Theoretische Physik am JINR, deren Ehrendirektor er wurde.
1970/71 war er Gastprofessor an der Universität Lund. 1960 wurde er korrespondierendes und 1994 volles Mitglied der Russischen Akademie der Wissenschaften. Außerdem ist er Mitglied der Sächsischen Akademie der Wissenschaften (1985) und der wissenschaftlichen Gesellschaft in Lund (1970).
Er war ein Mitarbeiter von Nikolai Nikolajewitsch Bogoljubow, mit dem er in den 1950er Jahren über Axiomatische Quantenfeldtheorie arbeitete und um 1955 die Renormierungsgruppenmethode entwickelte. In den 1960er Jahren befasste er sich mit elastischer und quasielastischer Streuung von Hadronen bei niedriger Energie. 1969 trat er für einen universellen repulsiven Charakter der starken Wechselwirkung zwischen Hadronen bei sehr kurzen Abständen ein. Er forschte auch über Supraleitung.
Ab den 1970er Jahren befasste er sich vor allem mit der Renormierungsgruppe (RG) für die Untersuchung des asymptotischen Verhaltens verschiedener Quantenfeldtheorien. Er untersuchte deren Rolle in verschiedenen Gebieten der theoretischen Physik und führte 1988 das Konzept der funktionalen Selbstähnlichkeit auf Basis der RG ein. Er entwickelte in den 1990er Jahren mit Wladimir F. Kowalew ein Verfahren zur Klärung der Natur der Singularitäten bei einer breiten Klasse von Randwertproblemen der mathematischen Physik. Seit 1996 entwickelte er mit I.L. Solowtsowim eine Methode der analytischen Störungstheorie in der Quantenchromodynamik.
In den 1950er Jahren war er auch im sowjetischen Atombombenprojekt bzw. Kernenergieprojekt als Theoretiker.

## Auszeichnungen
Schirkow erhielt zweimal den Roten Banner der Arbeit (1954, 1967), 1958 den Leninpreis und 1984 den Staatspreis der UdSSR. 2004 erhielt er den Orden der Freundschaft der Russischen Föderation und im selben Jahr die Bogoljubow-Goldmedaille.

## Schriften
- mit N. N. Bogoliubov, V. V. Tolmachev: A New Method in the Theory of Superconductivity. Consultants Bureau, New York 1959 (russisch 1958)
- mit Vladimir Belokurov: The theory of particle interactions. American Institute of Physics, New York 1991
- mit N. N. Bogoliubov: The Theory of Quantized Fields. Interscience, 1959
- mit V. V. Serebryakov, V. A. Mescheryakov: Dispersion Theories of Strong Interactions at Low Energy. North-Holland, 1969
- mit N. N. Bogoliubov: Introduction to the Theory of Quantized Fields. 3. Auflage. Wiley, 1980
- mit N. N. Bogoliubov: Quantum Fields. Benjamin-Cummings, 1982
- Remembering Bogoliubov. In: Ukrainian Physical Journal, 2009, arxiv:0912.2424
- 60 years of broken symmetry in quantum physics. From the Bogoliubov theory of superfluidity to the Standard Model. 2009, arxiv:0903.3194
- The Bogoliubov Renormalization Group in theoretical and mathematical physics. 1999, arxiv:hep-th/9903073
- The role of Renormalization Group in fundamental theoretical physics. 1997, arxiv:hep-th/9709156
- The Bogoliubov Renormalization Group. 1996, arxiv:hep-th/9602024
- Evolution of the Bogoliubov Renormalization Group. 1999, arxiv:hep-th/9909024
- mit V. F. Kovalev: Bogoliubov Renormalization Group and Symmetry of Solution in Mathematical Physics. In: Physics Reports, Band 352, 2001, S. 219–249, arxiv:hep-th/0001210
- mit V. Kovalev: Functional self-similarity and renormalization group symmetry in mathematical physics. In: Theor. Math. Phys., Band 121, 1999, arxiv:math-ph/0001027
- mit I. L. Solovtsov: Analytical Approach in QCD. In: Theor. Math. Phys., Band 120, 1999, arxiv:hep-ph/9909305